# ラピディティ

ラピディティは、速度vと光速cに対するartanh(v / c)の値である。

相対性理論において、ラピディティ (英: Rapidity) とは運動の大きさを表現する無次元量である。相対論的な速度とは異なり、ラピディティには並進速度については（言い換えれば、一次元空間においては）単純な加法性が備わる。低速域ではラピディティと速さは近似的に比例関係にあるが、高速域ではラピディティの方が大きくなっていく。光速に対応するラピディティは無限大である。
逆双曲正接関数 artanh を用いて、ラピディティ φ は速さ v から φ = arctanh v/c のように算出される。したがって、低速域では φ は近似的に v / c と等しい。
光速 c は有限であり、速さ v は必ず不等式 −c < v < c を満たすため、v / c は不等式 −1 < v / c < 1 を満たす。逆双曲正接関数の定義域は区間 (−1, 1) であり、値域は実数全体であるため、速さの区間 −c < v < c はラピディティの区間 −∞ < φ < ∞ に対応する。
数学的には、ラピディティは相対的に運動する二つの基準系の空間軸および時間軸の間の双曲角により定義される。

## 歴史
1908年、ヘルマン・ミンコフスキーは、ローレンツ変換が時空座標の単純な双曲回転、すなわち虚角による回転として見られる事を説明した。 したがって、この角度は（1つの空間次元で）フレーム間の速度の単純な加算的尺度を表す。 速度に代わる急速性パラメータは、1910年にウラジミール・ヴァリチャクと エドマンド・テイラー・ウィテカー によって導入された。このパラメータはアルフレッド・ロブ（1911年） によって急速性と名付けられ、この用語はルートヴィヒ・シルバーシュタイン（1914年）、フランク・モーリー（1936年）、ヴォルフガング・リンドラー（2001年）など、その後の多くの著者に採用された。

### 双曲扇形の面積
グレゴワール・ド・サン・ヴァンサンによる「xy = 1」双曲線の求積法によって、自然対数は双曲扇形の面積、または漸近線に対する同等の面積として確立された。時空理論では、光による出来事のつながりによって、宇宙は「今ここ」に基づいて「過去」、「未来」、または「他の場所」に分割される。空間内のどの線上でも、光線は左または右に向けられる。x 軸を右の光線が通過するイベント、y 軸を左の光線が通過するイベントとする。したがって、静止している参照フレームには、「xy = 1」対角線に沿った時間が存在する。「xy = 1」直角双曲線は速度を測定するために使用出来る (第 1 象限)。0 速度は (1, 1) に対応する。双曲線上の任意の点は {\displaystyle (e^{w},\ e^{-w})} 光円錐座標を持って、ここで w は急速性であって、(1, 1) からこれらの座標までの双曲セクターの面積に等す。多くの著者は、標準の時空図のように急速性をパラメータとして使用して、代わりに「{\displaystyle x^{2}-y^{2}}」ユニタリ双曲線を参照している。そこでは、軸は時計とメートル棒、よる馴染みのあるベンチマーク、そして時空理論の基礎によって測定される。したがって、ビーム空間の双曲パラメータとしての急速性の描写は、私たちの貴重な超越関数の 17 世紀の起源への参照であって、時空図表への補足である。

## 一次元空間におけるラピディティ
ラピディティ φ はローレンツブーストの行列積による表式
{\displaystyle {\begin{pmatrix}ct'\\x'\end{pmatrix}}={\begin{pmatrix}\cosh \varphi &\sinh \varphi \\\sinh \varphi &\cosh \varphi \end{pmatrix}}{\begin{pmatrix}ct\\x\end{pmatrix}}={\boldsymbol {\Lambda }}(\varphi ){\begin{pmatrix}ct\\x\end{pmatrix}}}
に現われる。行列 Λ(φ) は {\displaystyle {\begin{pmatrix}p&q\\q&p\end{pmatrix}}} のような対称行列で、かつ p と q が p2 − q2 = 1 を満たすような行列であり、したがって点 (p, q) は単位双曲線の上に乗り、双曲線関数で表現することができる。このような行列全体は、単位反対角行列によって張られるリー代数を持つ不定値直交群 O(1,1)を成す。この作用は時空図上に表現することができる。行列指数関数の記法を用いると、 Λ(φ) = eZφ のように表わすことができる。ここで、 Z は単位反対角行列
{\displaystyle {\boldsymbol {Z}}={\begin{pmatrix}0&1\\1&0\end{pmatrix}}}
である。また、以下の式は簡単に示すことができる。
{\displaystyle {\boldsymbol {\Lambda }}(\varphi _{1}+\varphi _{2})={\boldsymbol {\Lambda }}(\varphi _{1}){\boldsymbol {\Lambda }}(\varphi _{2})}
この式により、ラピディティの有用な特性である、加法性が確立される。すなわち、A, B, C を基準系とし、 基準系 P からみた基準系 Q のラピディティを φPQ と表わすものとすると、次の式が成り立つ。
{\displaystyle \varphi _{\text{AC}}=\varphi _{\text{AB}}+\varphi _{\text{BC}}}
この式の単純さは、相対論的な速度の合成則とは対照的である。
上で示したようなローレンツ変換は、ローレンツ因子 {\displaystyle \gamma ={\frac {1}{\sqrt {1-v^{2}/c^{2}}}}\equiv \cosh \varphi } と一対一対応するため、{\displaystyle \varphi } は γ と β を用いたローレンツ変換の表式に暗黙のうちに用いられていると考えることもできる。速度の合成則 {\displaystyle u=(u_{1}+u_{2})/(1+u_{1}u_{2}/c^{2})} にも、 {\displaystyle \beta _{i}={\frac {u_{i}}{c}}=\tanh {\varphi _{i}}} および、
{\displaystyle {\begin{aligned}\tanh \varphi &={\frac {\tanh \varphi _{1}+\tanh \varphi _{2}}{1+\tanh \varphi _{1}\tanh \varphi _{2}}}\\&=\tanh(\varphi _{1}+\varphi _{2})\end{aligned}}}
を用いることにより関連づけることができる。
固有加速度（加速を受けている物体が「感じる」加速度）は、固有時（加速を受けている物体から測った時間）あたりのラピディティの変化率で表わすことができる。従って、ある慣性系において非相対論的な加速度を静止状態から一定の速度に達するまでにかかる時間で割って求めるのと同様に、ある基準系で測ったある物体のラピディティをその物体の速度の代わりに用いることができる。
ドップラーシフト因子とラピディティ φ との間の関係式は、k = eφ と表わされる。

## 一次元以上の空間次元に対して
数学的な視点からは、相対論的に可能な速度全体は多様体を成し、その計量テンソルは固有加速度に対応する（上節参照）。この空間は平坦ではなく（つまり、双曲空間であり）、ラピディティはある基準系におけるある速度からゼロ速度までの距離として与えられる。上記の一次元空間の場合と同じようにラピディティを加減算することは、対応する相対速度が平行であれば可能であるが、一般の場合のラピディティの合成則は負の曲率のためにより複雑になる。 例えば、それぞれ φ1 および φ2 をラピディティとする二つの直交する運動を「加算」した結果は、ピタゴラスの定理から予想される値 {\displaystyle {\sqrt {\varphi _{1}^{2}+\varphi _{2}^{2}}}} よりも大きくなる。二次元におけるラピディティはポアンカレの円盤により可視化すると便利である。円盤の端にある点は無限大のラピディティに対応する。測地線は定常加速に対応する。トーマス歳差は三角形の角度、または面積の減少を負にした値に等しい。

## 実験粒子物理学において
非ゼロ（静止）m 質量の粒子の E エネルギーと |p| スカラー運動量は次のように表される︰
{\displaystyle {\begin{aligned}E&=\gamma mc^{2}\\\left|\mathbf {p} \right|&=\gamma mv\end{aligned}}}
w の定義が
{\displaystyle w=\operatorname {artanh} {\frac {v}{c}}}
であって、それから
{\displaystyle \cosh w=\cosh \left(\operatorname {artanh} {\frac {v}{c}}\right)={\frac {1}{\sqrt {1-{\frac {v^{2}}{c^{2}}}}}}=\gamma }
{\displaystyle \sinh w=\sinh \left(\operatorname {artanh} {\frac {v}{c}}\right)={\frac {\frac {v}{c}}{\sqrt {1-{\frac {v^{2}}{c^{2}}}}}}=\beta \gamma }
であって、エネルギーとスカラー運動量は次のように表す事が出来る︰
{\displaystyle {\begin{aligned}E&=mc^{2}\cosh w\\\left|\mathbf {p} \right|&=mc\,\sinh w\end{aligned}}}
したがって、測定されたエネルギーと運動量から急速性は次のように計算出来る︰
{\displaystyle w=\operatorname {artanh} {\frac {|\mathbf {p} |c}{E}}={\frac {1}{2}}\ln {\frac {E+|\mathbf {p} |c}{E-|\mathbf {p} |c}}=\ln {\frac {E+|\mathbf {p} |c}{mc^{2}}}~}
しかし、実験粒子物理学者は、ビーム軸に対する急速性の修正定義をしばしば使用する︰{\displaystyle y={\frac {1}{2}}\ln {\frac {E+p_{z}c}{E-p_{z}c}}}
ここで、pz はビーム軸に沿った運動量の成分である。これはビーム軸に沿ったブーストの急速性であって、これによる観測者は実験室フレームから粒子がビームに対して垂直にのみ移動するフレームに移行する。これに関連するのが疑似急速性の概念である。
ビーム軸に対する急速性は次のように表す事も出来る︰
{\displaystyle y=\ln {\frac {E+p_{z}c}{\sqrt {m^{2}c^{4}+p_{T}^{2}c^{2}}}}~}